# Barysaw Arena
De Barysaw Arena (Wit-Russisch: Барысаў-Арэна) of Borisov Arena is een multifunctioneel stadion in de Wit-Russische stad Barysaw. Het is de thuishaven van voetbalclub FK BATE Barysaw. Het stadion werd geopend in 2014 en biedt plaats aan 13.126 toeschouwers.

## Interlands
Het Wit-Russisch nationaal elftal speelde enkele interlands in dit stadion tijdens de verbouwing van het Dinamostadion in hoofdstad Minsk in de periode 2014–2019.
| 1  | 4 september 2014 | Wit-Rusland – Tadzjikistan  | 6 – 1 | Vriendschappelijk    | 2.400  |
| 2  | 9 oktober 2014   | Wit-Rusland – Oekraïne      | 0 – 2 | EK 2016 kwalificatie | 10.512 |
| 3  | 12 oktober 2014  | Wit-Rusland – Slowakije     | 1 – 3 | EK 2016 kwalificatie | 3.200  |
| 4  | 18 november 2014 | Wit-Rusland – Mexico        | 3 – 2 | Vriendschappelijk    | 6.700  |
| 5  | 14 juni 2015     | Wit-Rusland – Spanje        | 0 – 1 | EK 2016 kwalificatie | 13.121 |
| 6  | 8 september 2015 | Wit-Rusland – Luxemburg     | 2 – 0 | EK 2016 kwalificatie | 3.482  |
| 7  | 12 oktober 2015  | Wit-Rusland – Macedonië     | 0 – 0 | EK 2016 kwalificatie | 1.545  |
| 8  | 6 september 2016 | Wit-Rusland – Frankrijk     | 0 – 0 | WK 2018 kwalificatie | 12.920 |
| 9  | 10 oktober 2016  | Wit-Rusland – Luxemburg     | 1 – 1 | WK 2018 kwalificatie | 9.011  |
| 10 | 9 juni 2017      | Wit-Rusland – Bulgarije     | 2 – 1 | WK 2018 kwalificatie | 6.150  |
| 11 | 3 september 2017 | Wit-Rusland – Zweden        | 0 – 4 | WK 2018 kwalificatie | 6.431  |
| 12 | 7 oktober 2017   | Wit-Rusland – Nederland     | 1 – 3 | WK 2018 kwalificatie | 6.850  |
| 13 | 8 juni 2019      | Wit-Rusland – Duitsland     | 0 – 2 | EK 2020 kwalificatie | 12.510 |
| 14 | 11 juni 2019     | Wit-Rusland – Noord-Ierland | 0 – 1 | EK 2020 kwalificatie | 5.250  |

## Galerij

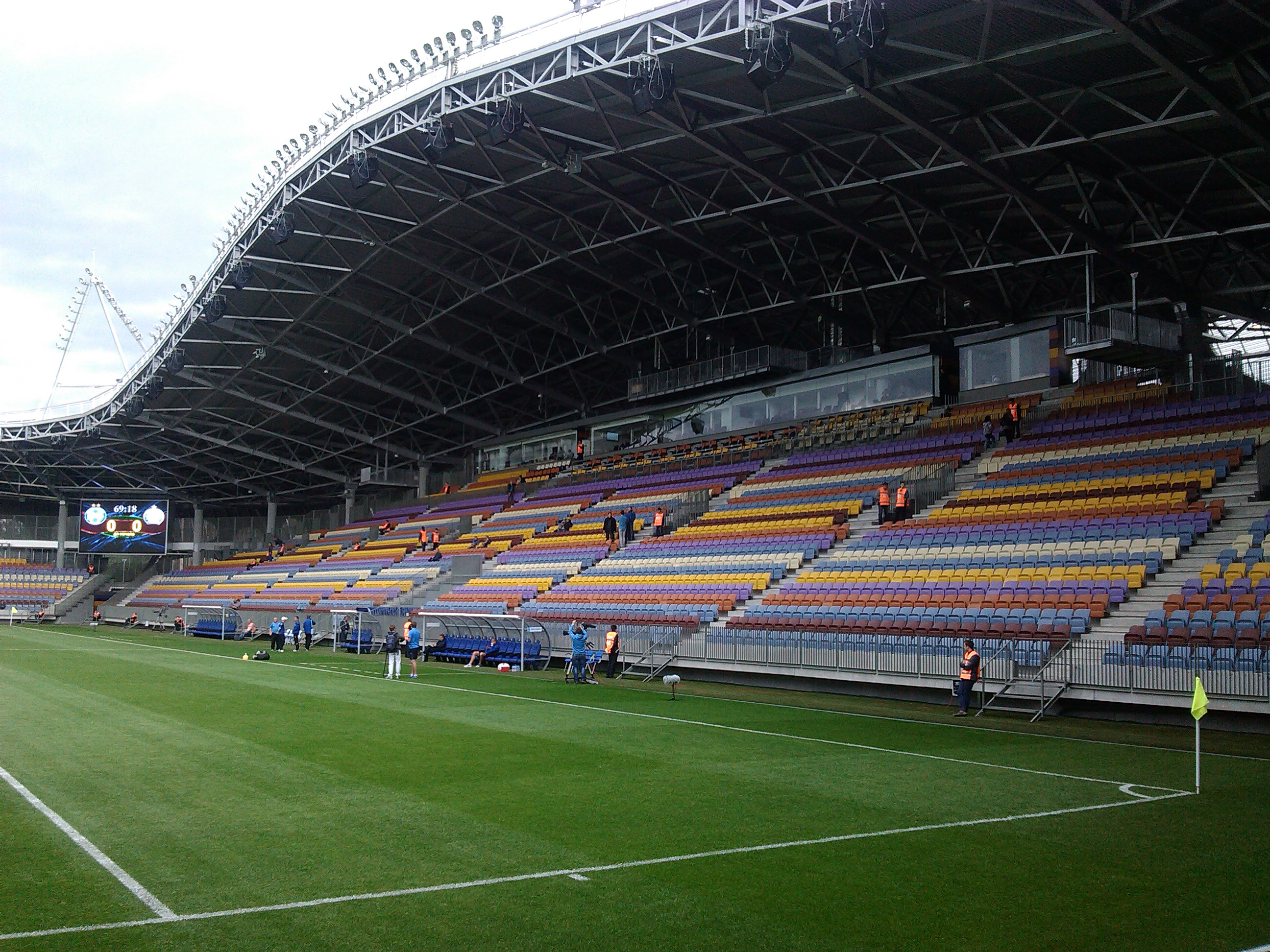
De hoofdtribune van het stadion
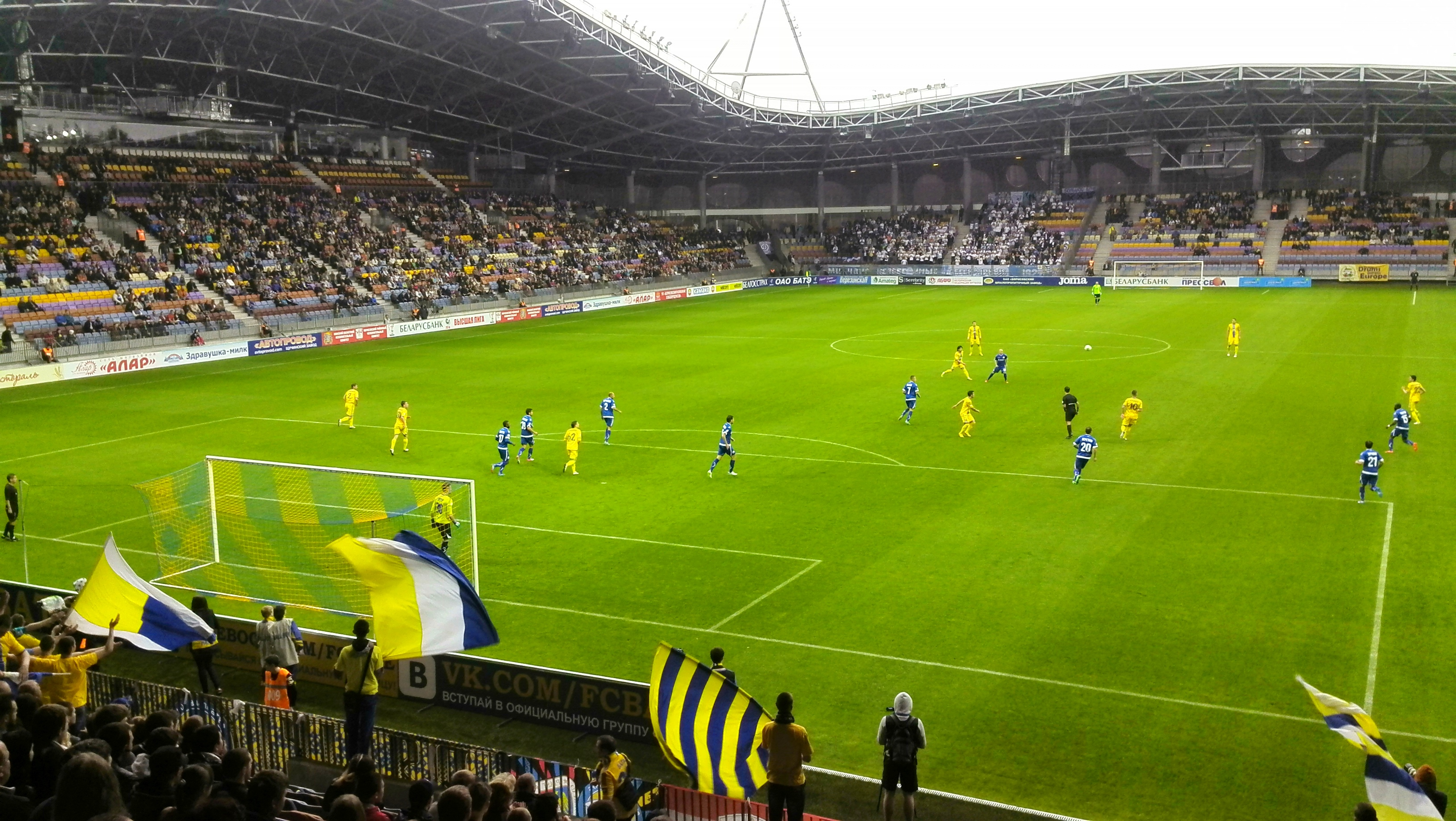
BATE Barysaw-FK Dinamo Minsk op 5 mei 2014
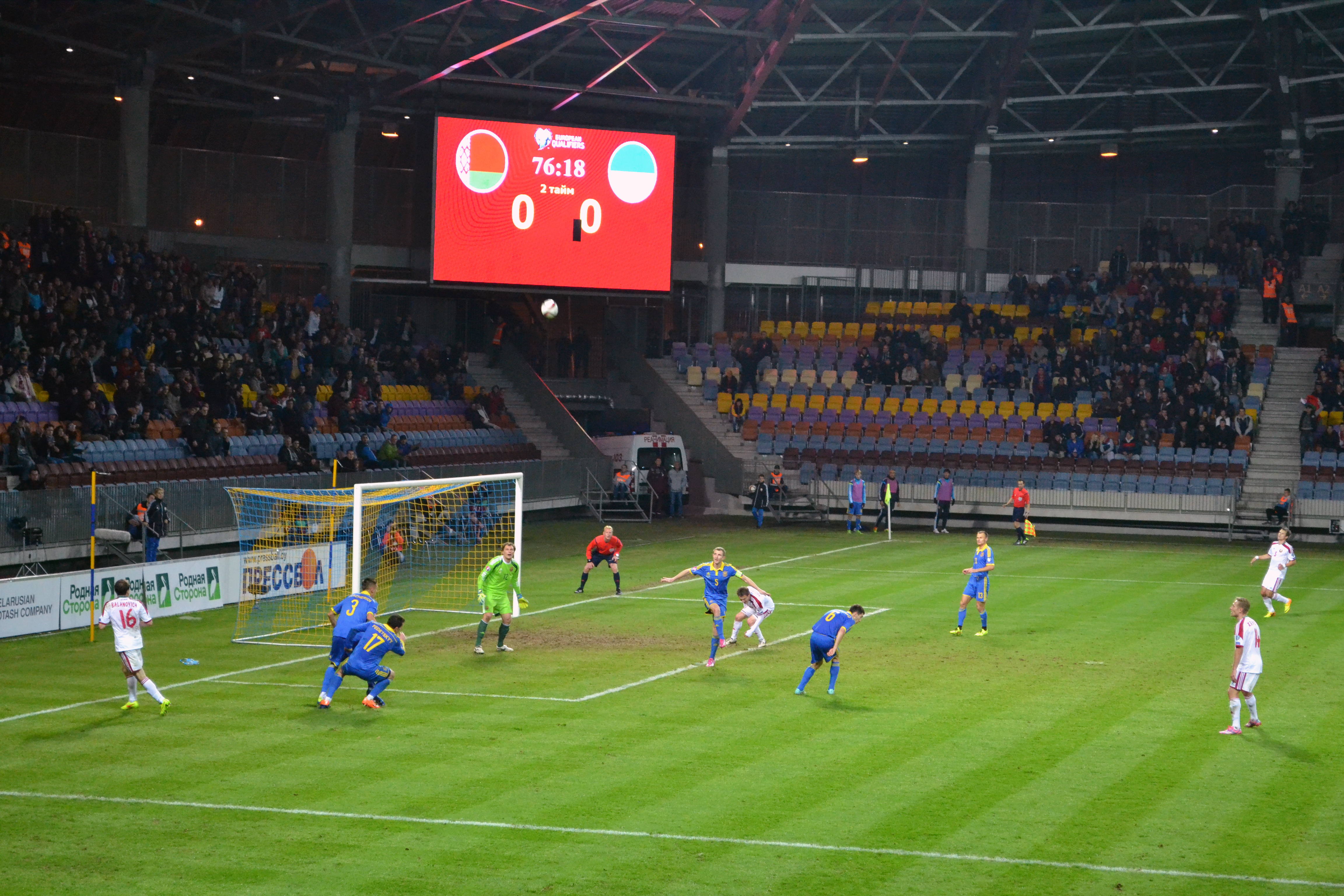
Wit-Rusland-Oekraïne op 9 oktober 2014
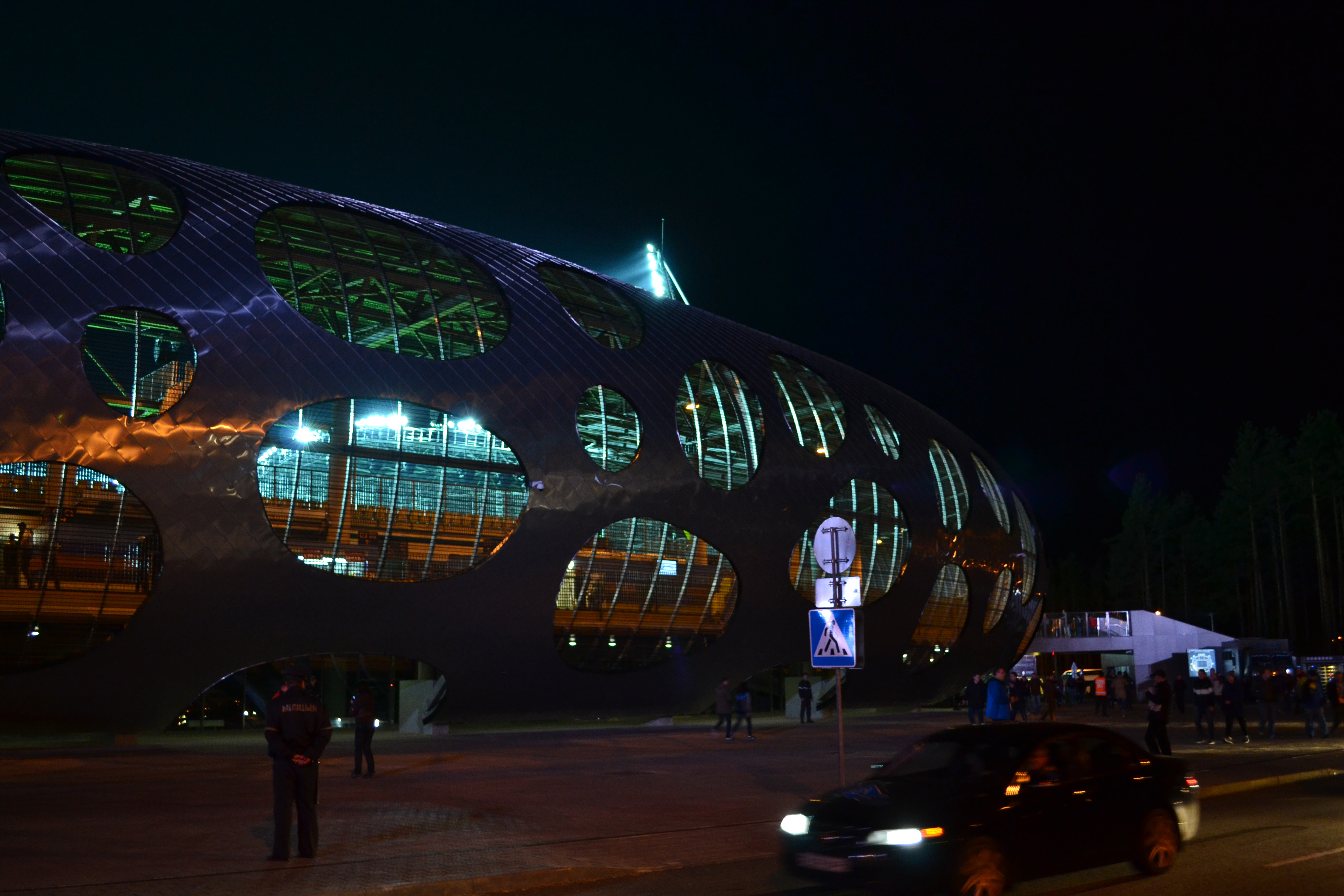
Buitenkant van het stadion